# Elinor Ostrom
Elinor Claire Ostrom, född Awan den 7 augusti 1933 i Los Angeles, Kalifornien, död 12 juni 2012 i Bloomington, Indiana, var en amerikansk nationalekonom och statsvetare. Hon tilldelades som första kvinna Sveriges Riksbanks pris i ekonomisk vetenskap till Alfred Nobels minne 2009.

## Biografi
Ostrom studerade statsvetenskap och nationalekonomi, och doktorerade 1965 på en avhandling i statsvetenskap vid University of California i Los Angeles. Hon blev senare professor i statsvetenskap vid Indiana University i Bloomington i USA. Hennes forskning rörde sig i gränslandet mellan statsvetenskap och nationalekonomi, inom fältet politisk ekonomi. Den teoretiska ram hon använde sig av i sina studier var rational choice samt institutional rational choice, vilket är teorier som betonar individens självintresse och rationalitet som bas för analyserna. 2009 tilldelades hon Sveriges Riksbanks pris i ekonomisk vetenskap till Alfred Nobels minne.
Ostroms teori om hur allmänningen ska styras, där tillit är nyckelbegreppet, är grundläggande inom flera samhällsvetenskaper. Den kan till exempel användas för att beskriva välfärdsstatens fortlevnad med ett socialförsäkringssystem och ett skattesystem som inte missbrukas. Utan samarbete och tillit fungerar systemet däremot sämre enligt denna teori. Hennes viktigaste insats var dock inom tillämpningarna av teorin inom bland annat miljöområdet, som till exempel vad som händer vid överfiske. Ostrom var skeptisk till både statlig kontroll och andra privata initiativ, hon betonade istället att förändringen måste växa fram inifrån själva verksamheten.
Ostrom studerade många lyckade och misslyckade samarbeten världen över, i syfte att identifiera vilka faktorer som är gynnsamma respektive ogynnsamma för resultatet. Tydliga regler och tydligt ansvar, effektiva konfliktlösningsmekanismer, en heterogen befolkning, samt etappmål är positivt, medan alltför många brukare och fattigdom försvårar samarbeten. Ostrom avled i cancer 2012.

## Utmärkelser
År 1999 erhöll Elinor Ostrom Skytteanska priset vid Uppsala universitet. Hon promoverades till filosofie hedersdoktor vid Luleå tekniska universitet 2005 och till hedersdoktor till Carl von Linnés minne vid Uppsala universitets Linnépromotion den 26 maj 2007.
År 2009 tilldelades hon Sveriges Riksbanks pris i ekonomisk vetenskap till Alfred Nobels minne för sin "analys av ekonomisk organisering, särskilt samfälligheter", och delade priset med Oliver Williamson. Hon var den första kvinna som tilldelats detta pris.